# Campeonato Mundial de Tiro al Plato de 1977
El XVII Campeonato Mundial de Tiro al Plato se celebró en Antibes (Francia) en el año 1977 bajo la organización de la Federación Internacional de Tiro Deportivo (ISSF) y la Federación Francesa de Tiro Deportivo.

## Resultados

### Masculino
| Evento          | Oro                           | Plata                                                             | Bronce                          |
| --------------- | ----------------------------- | ----------------------------------------------------------------- | ------------------------------- |
| Foso            | Esteban Azkue España 197 pts. | Armando Marques da Silva Portugal 195 pts.                        | Carlo Danna · Italia · 193 pts. |
| Foso (equipos)  | Italia · 575                  | España 572                                                        | Estados Unidos 568              |
| Skeet           | Benny Seiffert Dinamarca 196  | Firmo Emilio Roberti · Argentina · Anders Karlsson · Suecia · 194 |                                 |
| Skeet (equipos) | Estados Unidos 577            | Francia 573                                                       | Suecia · 571                    |

### Femenino
| Evento          | Oro                                | Plata                                 | Bronce                               |
| --------------- | ---------------------------------- | ------------------------------------- | ------------------------------------ |
| Foso            | Susan Nattrass · Canadá · 192 pts. | Audrey Grosch Estados Unidos 188 pts. | Wanda Gentiletti · Italia · 182 pts. |
| Foso (equipos)  | Italia · 395                       | Estados Unidos 392                    | España 384                           |
| Skeet           | Ruth Jordan RFA 189                | Ila Hill Estados Unidos 187           | Bianca Hansberg · Italia · 183       |
| Skeet (equipos) | RFA 410                            | Estados Unidos 406                    | Francia 387                          |

## Medallero
| Núm. | País           | Oro | Plata | Bronce | Total |
| ---- | -------------- | --- | ----- | ------ | ----- |
| 1    | Italia         | 2   | 0     | 3      | 5     |
| 2    | RFA            | 2   | 0     | 0      | 2     |
| 3    | Estados Unidos | 1   | 4     | 1      | 6     |
| 4    | España         | 1   | 1     | 1      | 3     |
| 5    | Canadá         | 1   | 0     | 0      | 1     |
|      | Dinamarca      | 1   | 0     | 0      | 1     |
| 7    | Francia        | 0   | 1     | 1      | 2     |
|      | Suecia         | 0   | 1     | 1      | 2     |
| 9    | Argentina      | 0   | 1     | 0      | 1     |
| 10   | Portugal       | 0   | 1     | 0      | 1     |
|      | TOTAL          | 8   | 9     | 7      | 24    |